# الصوفية الذهبية

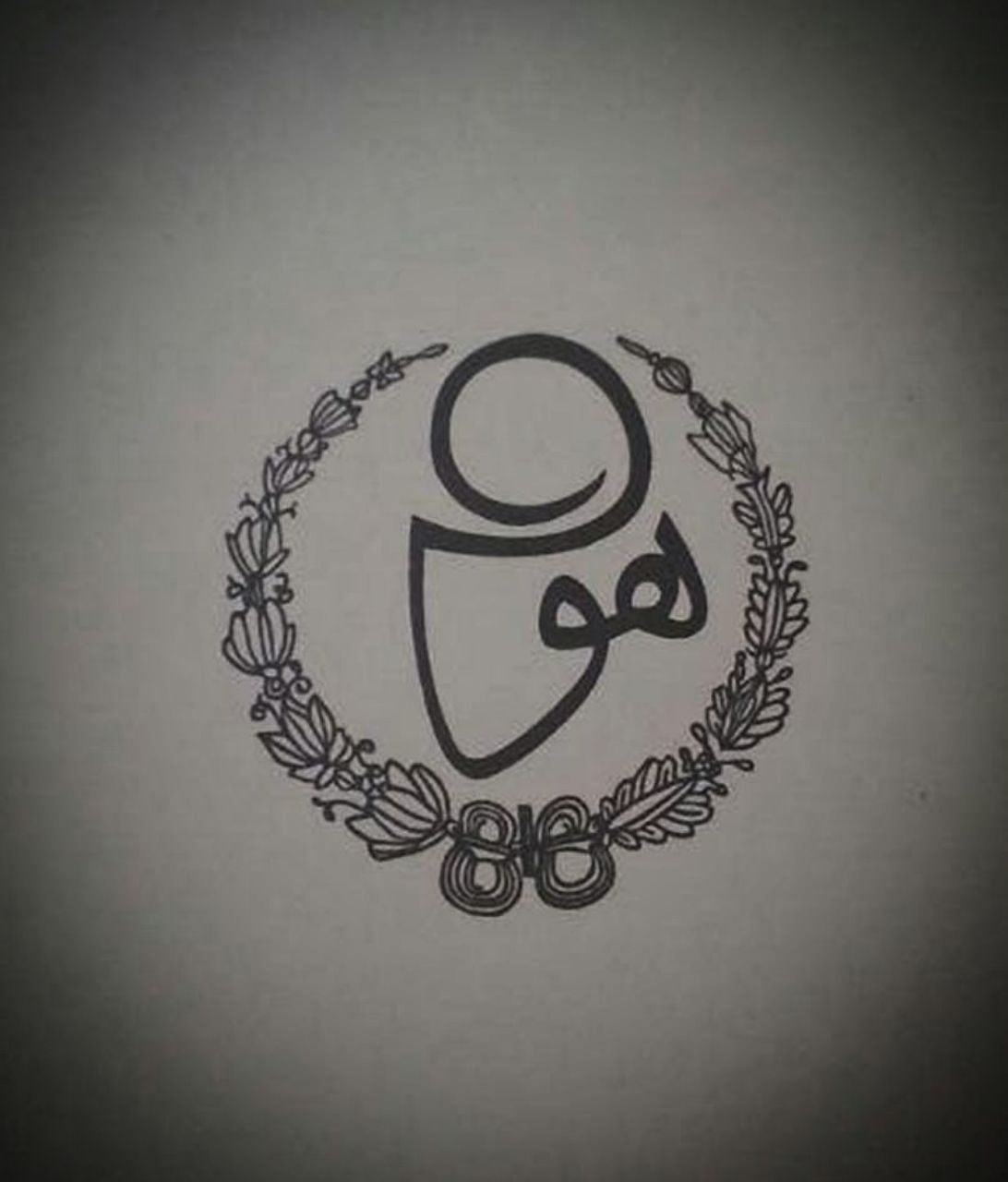
هو (علامة على أمر الذهبية)

الصوفية الذهبية ((بالفارسية: سلسله ذهبیه) ذهب یه، ذهبية السلسلة) هي طريقة صوفية شيعية. ويعزى تاريخ سلسلة الدراويش من هذه الرتبة إلى القرن الثالث الهجري إلى معروف الكرخي. يعتقد البعض أن أصل الأمر يعود إلى القرن التاسع الهجري في إيران وقد انتشرت هذه المذهب أولاً في خراسان ثم في شيراز في أوائل العصر الصفوي.

## تاريخ
تعتبر الطريقة الذهبية طائفة صوفية  من شيعة القرن التاسع الهجري،  وتتألف من أتباع السيد عبد الله بورزخابادي مشهدي. في إيران، بعد تشكيل الدولة الصفوية، انتشرت هذه الطائفة، ثم تفرعت عنها طوائف كثيرة. ولهذا سميت أيضا بـ «أم السلاسل». أصل الطريقة الذهبية هو من صوفيا "كبراوية الحمداني ". باختصار، الذهبية هي سلسلة (سلسلة، سلالة شيوخ) من الطريقة (مدرسة، رتبة) الكبراوية. اعتبر البعض أن الذهبية سنية قبل بورزي آبادي، وبعده اعتبروها نزعة شيعية.
هناك ثلاث آراء حول مؤسس الطريقة الذهبية:
1. مؤسس هذه الطائفة هو الشيخ نجم الدين أحمد بن عمر الخيوقي الخرازمي.[8] توفي سنة 1221 م (618 هـ). لقبه أبو الجناب.[9][10] كان يُعرف باسم نجم الدين الكبرى والقطب الثاني عشر (القائد والمرشد) من الطريقة الذهبية. ألقابه: الشيخ والي طرش، وكبرة، وتما الكبرى.[11] لهذا السبب، أصبحت الطريقة الذهبية تُعرف فيما بعد باسم الذهبية الكبرى. أما من حيث لقبه فيذكر «تاما الكبرى»(المصيبة الكبرى، يوم القيامة): في دراسته، إذا جادل أي عالم، كان ينتصر. فيما بعد، وبسبب كثرة استخدامه، أسقطوا «تاما» وأطلقوا عليه اسم «كوبرا» [12] يكتب جامي عن لقبه «والي طرش»: لأنه في انتصارات النشوة وصل بصره المبارك لمن يسقط إلى موضع التنوير الأخير.[13] وكتب عن أتباعه أنه كان له أتباع كثيرون ومنهم من مشاهير الصوفيين. مثل مجد الدين البغدادي (ت 1209 م)[14]، وسعد الدين حموية (ت 1251 م)[15]، وبابا كمال الجندي[16]، ورازي الدين علي لالا الإسفرايني (ت 1244 م) [17] و. .[18][19] يذكر مؤمنين عدد أتباع نجم الدين الكبرى باثني عشر وكتب: لأن شيوخه الحقيقيين كانوا مقتصرين على الأئمة الإثني عشر، فقد لاحظ حتمًا عدد الشيوخ من جانب تلاميذه، وكما ورد في كتاب التاريخ- أنا جوزيدا، لم يقبل أكثر من اثني عشر تلميذًا خلال حياته، لكن كل واحد منهم أصبح من أعظم العلماء في ذلك الوقت.[20] كان نجم الدين الكبرى صهر رزبيهان بقلي وله ولدان.[21]
2. مؤسس الطريقة الذهبية هو خاجة اسحق خطلاني المتوفى عام 1423 م (826 هـ).[22] ولد حوالي عام 1339 م (740 هـ) وشغل منصب الإرشاد والعون لمدة 40 عامًا. هو تلميذ وصهر مير سيد علي الحمداني وقد ذكرت له أسماء اثني عشر تلميذا، أحدهم عبد الله برزيشابادي.[23] فيما يتعلق بأسباب وفاته، يذكر أنه أثناء رحيل محمد نوربخش قاهستاني، قُتل خاجة إسحاق ختالاني بأمر من شاه روخ باعتباره الدافع الرئيسي ضد الإمبراطورية التيمورية.[24]
3. الرأي الأقرب إلى الواقع هو أن السيد عبد الله بورزيشابادي هو مؤسس هذه الطائفة. السيد عبد الله بن عبد الحي علي الحسين الملقب بـ «مجذوب»، من قرية برزشباد في محافظة مشهد بمحافظة رضوي خراسان. كانت ولادته حوالي 1368 إلى 1378 م (770 إلى 780 هـ). كان صهر معلمه خاجة اسحق خطلاني. قبل خاجة إسحاق ختالاني، حصل أيضًا على الجمارك من شاه قاسم أنور (توفي 1433 م)، لكن مستوى الكمال والإكمال قد تحقق في عهد خاجة إسحاق خوتلاني.[25][26] ومن ثم فإن إثبات سلطته مذكور بطريقتين: الأولى عن طريق شاه قاسم أنور الذي وصل إلى صافي الدين أردابيلي (توفي عام 1334 م) من خلال وسيطين. وآخر عن طريق خاجة اسحق الخطلاني. بعد وفاة خاجة إسحاق خوتلاني، قام السيد عبد الله برزيشابادي بتوجيه الباحثين وعونهم لما يقرب من ثلاثين عامًا، وتوفي أخيرًا في أوائل النصف الثاني من القرن التاسع الهجري (1446 م فصاعدًا). قام السيد عبد الله برزيشابادي بتجميع العديد من الرسائل، من بينها «أطروحة الكمالية» (حول آداب عرفان والشريعة).[27] لديه أيضًا قصائد غنائية بليغة شاملة من المصطلحات النثرية والمحتوى الصوفي والروحي.[28]

### سرد أكثر أصالة
وفقًا لبعض الروايات، يرى خاجة إسحاق خطلاني (الذي كان رتبة قطب الكبراوية في ذلك الوقت) في المنام الخصائص غير العادية لأحد تلاميذه الصغار اسمه محمد نوربخش قهستاني ولا يجعله فقط خليفته (يترك عباءة مير سيد علي الحمداني لمحمد نوربخش قهيستاني) ولكنها تقدمه أيضًا على أنه المهدي (منقذ العالم). يعهد خاجة إسحاق خوتلاني بمسؤولية أتباعه إلى محمد نوربخش قهيستاني، لكن أحدهم، سيد عبد الله بورزيشابادي،  يرفض طاعته ويغادر المنطقة. في ذلك الوقت، قال خاجة إسحاق الخطلاني: «ذهبية عبد الله» تعني رحيل عبد الله. ومن ثم، فإن الطريقة التي سلكها السيد عبد الله برزيشابادي أصبحت تعرف باسم «الذهبية»، كفرع من رتبة الكبراوية.

## قطب
يعتقد الصوفيون أن الطالب يجب أن يتبع من يقوده وأن يختار من يسمى بالصوفي مرشدًا. يسمي هذا الدليل بأسماء مختلفة مثل «بير» (شيخ) و «والي» و «شيخ» (سيد، سيد) و «قطب» (الرجل الكوني، المركز، المحور). وفي تعريف «قطب»: قطب هو مكان نظر الله تعالى. مشهد خاص للعالم كله في أي وقت وأن قطب مثل قلب محمد (نبي الإسلام). يُدعى قطب أيضًا «عبد الإله».
يكتب أسد الله خفاري في تقديمه لقطب من وجهة نظر الذهبية: «معنى قطب في النظرة الذهبية هو الرجل المثالي والقديسين الجزئيين الذين بلغوا الدرجات والكمال من خلال السلوك والعاطفة الإلهية وبعد مرحلة الفناء. [من الأنا] التي أحياها الله وبلغوا درجة فهم ولي الله المباشر وصاحب الزمان الذي هو قطب كل قطب الزمان».

### قطب الناطق - سامت
في الترتيب الذهبي، يُطلق على قطب الزمان وهو الزعيم الحالي للذهبية اسم «قطب الناطق» وخليفته المسمى «قطب سامت» (قطب الصامت) أثناء الحياة. من «قطب ناطق». هذه المصطلحات هي إحدى المصطلحات المحددة للطائفة الإسماعيلية التي يستخدمها البعض في الصوفية.
الاسم الذهبي هو أشهر اسم لهذه الطائفة بعبارات مطلقة وبدون قيود، وقد ورد ذكر جوانب مختلفة لتسميتها. لكن الذهبية معروفة بأسماء أخرى أيضًا، مثل الإلهية، والمحمدية، والعلوية، والرضوية، والمهدية، والمعروفية، والكبراوية، والأحمدية. بالطبع، لكل من هذه الأسماء، تم تحديد طريقة. على سبيل المثال، تمت إضافة الاسم الجديد للأحمدية، المشتق من اسم ميرزا أحمد عبد الحي مرتضوي التبريزي (المعروف باسم وحيد العولية، قطب الذهبي السابع والثلاثون)، مؤخرًا من قبل المصلين له إلى الأسماء السابقة لل طلب ذهبية.
محمد علي مؤذن الخراساني (29 قطب من الذهبية) يذكر «أم السلاسل» (أم الفروع) كأحد أسماء الذهبية ويكتب: في إيران، بعد تشكيل السلالة الصفوية وترويج الديانة الشيعية، فقط الطريقة الذهبية، التي كانت خاصة بالشيعة، توسعت؛ ولهذا سميت أيضا بأم السلاسل. لأنه على مدى القرون القليلة الماضية، تشكلت العديد من الفروع.

### سبب التسمية
وبخصوص سبب تسمية هذا الترتيب بـ «الذهبية» (يعني الذهبي)، فقد قيل أن رؤوس (قطب) من هذا الترتيب لديهم علم كيمياء الروح؛ لهذا السبب، يصبح الطالب تحت رعايته مكررًا روحيًا ويصبح مثل الذهب الخالص. قاعدتهم هي أنه حتى يصل الطالب إلى هذا المستوى من النقاء، لا يمكنه توجيه أي شخص. سبب آخر هو أنه لم يكن هناك سني في هذه الطائفة وكان شيوخهم وأولياء أمورهم جميعًا إثني عشرية. سبب آخر هو أن حديث السلسلة الذهبية يعتبر أصالة هذه الطائفة.

## المطالبات والاستعراضات
حتى الآن، تم العديد من الادعاءات والأبحاث حول صحة علم الأنساب الذهبية، نذكر بعضها هنا:
إسناد الأمر الذهبية إلى المعصومين الأربعة عشر: يعتقد أتباع الطريقة الذهبية أن أصل هذه المذهب يصل إلى الإمام الرضا (الإمام الثامن للشيعة) عبر معروف الكرخي. يؤدي الإمام الرضا أيضًا إلى النبي الكريم محمد (نبي الإسلام) من خلال أسلافه.
معروف الكرخي من كرخ بغداد ومن أشهر المتصوفة. ولد في 750-60 م، وتوفي حسب كثير من الباحثين عام 815 م (200 هـ).). وقيل عنه في غيره: كان ذروة كماله حتى تفرعت عنه أربع عشرة طائفة، وهي مذاهب المعرفية. الخلاف حول معروف الكرخي هو علاقته ولقائه بالإمام الرضا واعتناقه الإسلام. يعتقد البعض أنه التقى بالإمام الرضا وأسلم به؛ يدعي ابن الحسين السلمي في كتاب طبقات الصوفية أن معروف الكرخي اعتنق الإسلام من خلال الإمام الرضا. يكتب علي الحجويري: "معروف الكرخي اعتنق الإسلام على يد الإمام الرضا وكان عزيزًا جدًا عليه. وقد اعتبره ابن خلكان في كتاب وفية الأعيان، بالإضافة إلى ذكر إسلام معروف الكرخي للإمام الرضا، من رعاة الإمام. وبحسب بعض المصادر، فقد اعتنق معروف الكرخي الإسلام بعد أن أسلم معروف الكرخي وعاد إلى والديه المسيحيين. في مكان آخر، تم تقديم معروف الكرخي كحارس خاص للإمام الرضا. وقيل في سبب وفاة معروف الكرخي: كان بعد إسلامه بواب الإمام الرضا. ذات يوم، بسبب الحشد في منزل الإمام، هُزم معروف الكرخي ومات نتيجة لذلك. كتب عطار من نيسابور في كتاب تزكيرات الأولياء أن معروف الكرخي مرض بعد ذلك الكسر العظمي ثم مات. وورد في بعض المصادر أنه بعد هذا الكسر أصيب بعجز طيلة حياته. خلافًا لهذا الرأي، يعتقد آخرون أنه لا توجد علاقة بين معروف الكرخي والإمام الرضا.
خلافًا لهذا الرأي، يعتقد آخرون أنه لا توجد علاقة بين معروف الكرخي والإمام الرضا. ومنها: قصة إسلام معروف الكرخي ومسؤوليته كبواً رواه ابن الحسين السلمي لأول مرة دون تقديم وثيقة، وآخرون ذكروا هذه القصة من بعده. رواه هذه القصة على صورة رسول. لم يذكر اسم معروف الكرخي في أي من كتب الرجالي التي تناولت سيرة كل من أصحاب الأئمة ووالدها. يكتب آية الله بورقي: «ليس هناك اسم معروف الكرخي» في كتب رجال الدين الشيعي وحالته غير معروفة ولا حتى حديث واحد منه - لا في أصول الدين ولا في ضوابطه - له رواه الأئمة بواسطته وبعض الأحاديث المنسوبة إليه غير موثقة ولا دليل عليها «. يكتب محمد باقر مجلسي في هذا الصدد:» معروف الكرخي«لا يعرف أنه خدم» الإمام الرضا«، والقول إنه كان حارس الإمام هو خطأ بالطبع. لأن جميع خدام ذلك الإمام ورعاته من السنة والشيعة قد سجلوا في كتب رجالنا، وقد ذكر أهل السنة المتعصبون الذين كانوا يسافرون ويرويون حديث ذلك الإمام أسمائهم، إذا كان هذا الرجل هو شفيع ذلك. طبعا نقلوا عن الإمام.» حشود على باب منزل الإمام الرضا لدرجة أن شخصاً داست عليه الحشود، لا يتوافق مع حقيقة أن الإمام كان تحت مراقبة ومضايقة المأمون. والأعداء دائما ما يمنعون الشيعة من الحركة مع الأئمة، وبحسب كل علماء الصوفية فإنه لا يمكن نقل موقع قطب وموقع الخلافة إلى قطب التالي في حياة الإمام قطب الأئمة. توفى الإمام الرضا عام 818 م (203 هـ)، وقد ذكر أن معروف الكرخي على الرأي المشهور توفي عام 815 م (200 هـ)، لذلك معروف أن معروف الكرخي. لم يكن الكرخي قطبًا في حياته؛ لأنه كما ذكرنا ليس كذلك من الممكن أن يلتقي قطبان بلاغيان في نفس الوقت. فمع أنه لم يكن قطبًا، فكيف يعتبره الصوفيون مرشدهم ويدعون أنه أعطى عباءة للناس (أعطى السلطة)، مثل ساري السقاتي، ونقل سلالتهم إليه؟ بعد وفاة الإمام الرضا، لم يكن معروف الكرخي على قيد الحياة ليكون قطب الوقت. جاء في الكتب التاريخية: استدعى الخليفة العباسي المأمون الإمام الرضا لميرف سنة 815 م (200 هـ). وكانت حركة الإمام الرضا إلى ميرف عبر البصرة والأهواز وفارس، وكان سبب مرور الإمام عبر هذا الطريق هو أن مدينتي قم والكوفة كانتا من الشيعة ويؤمنان بأهل البيت مرورا بهاتين المدينتين. تسببت المدن في ترحاب كبير للإمام الرضا واندلاع ثورة ضد عملاء المأمون. يكتب مرتضى مطهري أيضًا: الطريق الذي اختاره «المأمون» للإمام الرضا كان طريقًا محددًا لم يمر بالمواقع التي يسكنها الشيعة. لأنهم كانوا خائفين منهم. أمر «المأمون» بعدم إحضار الإمام عن طريق الكوفة، لإحضاره إلى نيسابور عبر البصرة وخوزستان وفارس. من ناحية أخرى قبل عام 815 م (200 هـ) لم يرد ذكر رحلة الإمام الرضا إلى بغداد وكان قد عاش المدينة المنورة حتى ذلك العام ولم يغادر معروف الكرخي بغداد حتى نهاية العام. حياته. لذلك لا يمكن أن يكون معروف الكرخي قد اعتنق الإسلام على يد الإمام الرضا. لأن الإمام الرضا لم يسافر إلى بغداد قبل عام 815 م (200 هـ)، ولم يسافر معروف الكرخي إلى المدينة المنورة للقيام بزيارة.
ولأن أتباع الطريقة الذهبية ينسبون أصالتهم إلى الإمام الرضا من خلال معروف الكرخي، فإنهم يعتقدون أن الإمام الرضا روى حديث السلسلة الذهبية في نيسابور، ولهذا السبب أصبحت هذه الطائفة تعرف بـ «الذهبية». . أولاً، كما ذكرنا، فإن إسناد معروف الكرخي وعلاقته بالإمام الرضا أمر يستحق التأمل. ثانيًا، حديث السلسلة الذهبية هو دليل على الوصاية التي تلقاها الإمام الرضا من أبيه النبيل وعهدها لابنه الإمام جواد، وليس شيئًا يُفترض أنه أعطاها لمعرف الكرخي. بالإضافة إلى ذلك، لا توجد علاقة منطقية بين هذا الحديث وتسمية «الذهبية».
ادعاء آخر هو أنه في أمر الذهبية لم يكن هناك أي سني وكل شيوخها وأولياءها من الديانة الإثني عشرية وصحة توجيههم تصل إلى الإمام المعصوم، على عكس الأوامر الأخرى المختلطة والمربكة. لهذا السبب أصبحوا يعرفون بـ «الذهبية». لأنها، مثل الذهب الخالص، خالية من خلاف وعداء آل محمد (نبي الإسلام).
هذا البيان لا يتوافق مع الواقع. لأن معظم قطب هذه الطائفة هم من السنة. خاصة فيما يتعلق بديانة بعضهم (مثل جنيد البغدادي، وأحمد غزالي، وأبو القاسم جرجاني، وأبو بكر نساج توسي، وأبو النجيب السهروردي)، فقد ثبت أنهم ليسوا اثني عشر.
طالبي هذا الترتيب، من خلال قطبهم، يتحول نحاسهم الوجودي إلى ذهب نقي، ويتحررون من ممتلكات المادية وإغراء الأنا، وإلى أن يصلوا إلى هذا المستوى لن يسمح لهم بالتوجيه في سلوك الله.
هذا الادعاء غير صحيح بالنسبة لجميع أعضاء هذه الطائفة. لأن بعض أتباع قطب أو أتباع هذه الطائفة يعانون من مشاكل أخلاقية أو سياسية أو اجتماعية وقد وقعوا في إغراءات الشيطان. وقد اتجه بعض قطب الذهبية في اتجاه السكان المنحرفين من الماسونية. هناك حالة أخرى تبدو أكثر انسجاما مع الواقع وهي أنه عندما تمرد السيد عبد الله برزيشابادي وعصى أمر سيده - خاجة إسحاق خوتلاني - بالولاء لمحمد نوربخش قهيستاني، بسبب هذا الفعل، قال خاجة إسحاق خطلاني: «ذهبية عبد الله» (لها معنيان: ذهب عبد الله و «عبد الله ذهب») ولهذا تشكلت هذه الطائفة وأطلق عليها اسم «ذهبية». لكن حقيقة أن هذه الطائفة تسمى أحيانًا «ذهبية اقتشاشية» (تعني الفوضى الذهبية) هي أن الصوفيين أطلقوا على الاضطرابات الطائفية دون إذن من زعيم الطائفة الحالي اسم «اقتشاش» (الفوضى)، وإذا أدت إلى تشكيل أخرى طوائف مستقلة، يقدمونها كطائفة لا أساس لها ولا يمكن الاعتماد عليها من خلال لاحقة «إقتشيشا» (الفوضى).

## طريق نمو الذهبية
قسم أسد الله خفاري تاريخ أحد عشر قرنًا ونصف من الرهبانية منذ وفاة معروف الكرخي (قطب الذهبية الأول) عام815م (200 هـ) حتى وفاة جلال الدين. محمد مجد الأشرف الشيرازي (قطب الذهبية السادس والثلاثون) عام1913 (1331 هـ) إلى خمس فترات:
1. فترة الزهد والعبادة: بدأت هذه الفترة بوفاة معروف الكرخي (قطب الذهبي الأول) وانتهت حتى نهاية القرن الخامس الهجري ووفاة أبو بكر نساج توسي (8 قطب الذهبية).) عام 1094 م (487 هـ). في هذه الفترة، لم يكن لقطب الذهبية أعمال مكتوبة بخلاف الجمل المتناثرة والكلمات القصيرة.[61]
2. فترة صعود الصوفية أو فترة العلم والتأليف: بدأت هذه الفترة من بداية القرن السادس الهجري بحضور أحمد الغزالي (9 قطب الذهبية المتوفى 1131 م) وانتهت حتى نهاية القرن السادس عشر الميلادي. القرن التاسع الهجري وموت خاجة اسحق خطلاني (قطب الذهبي العشرين المتوفى عام 1424 أو 1425 م). لقد مر أقل من قرن على هذه الفترة، عندما كان الغزو المغولي قد بدأ لتوه، وأكدت هزيمة محمد الثاني من خوارزم من هولاكو خان انقراض الإمبراطورية الخوارزمية (1231 م، 628 هـ). من هذا الوقت فصاعدًا، ظهر كبار الشيوخ والباحثون والعديد من التلاميذ، وأصبح كل منهم، بالإضافة إلى ترك أعماله الدائمة، مصدرًا للخدمات الأدبية الرائعة في اللغة الفارسية.[22]
3. فترة ركود الصوفية: تبدأ هذه الفترة في النصف الثاني من القرن التاسع الهجري، وفي زمن السيد عبد الله برزي شبادي (21 قطب الذهبي، توفي 1485 إلى 1488 م) وتستمر حتى نهاية القرن الثاني عشر الهجري. وفاة سيد قطب الدين محمد نيريزى (32 قطب الذهبية) عام 1760 م (1173 هـ). منذ بداية القرن التاسع، ضعف مسار المبادئ الأساسية للتصوف، الذي كان يتبع أمور التوحيد، وحل محله التوسُل للعلويين وذريتهم الطاهرة. هذا التطور فتح المجال للنصاب لجمع السذاجة من حولهم واعتبار السحر معجزة. في النهاية، تحولت أساسيات التعاليم الرهبانية العليا إلى مسرحية بعنوان الدراويش والشيوخ وعلاقة لعبة التلمذة. في ذلك الوقت ظهر قطب وشيوخ مثل سيد قطب الدين محمد نيريزي ومحمد علي مؤذن الخراساني (29 قطب من الذهبية) ونجيب الدين رضا التبريزي (30 قطب الذهبية)، ولكل منهم أعماله وكتاباته.[62]
4. فترة ترقية الولاية: تبدأ هذه الفترة في نهاية القرن الثاني عشر الهجري وبداية هداية أغا محمد هاشم درويش شيرازي (قطب الذهبية 33) عام 1760 م (1173 هـ) وتنتهي في أوائل القرن الرابع عشر الهجري. ووفاة جلال الدين محمد مجد الأشرف الشيرازي (36 قطب الذهبية) عام 1913 (1331 هـ). خلال هذه الفترة، تحولت الصوفية وتعاليمها الرهبانية من أمور التوحيد، والغوص في بحر الوالية وولاية الأئمة والشيعة من العادات الخارجية إلى حقيقة الولاية ومن الخارج إلى الباطن. من هذه الفترة، بقيت العديد من أعمال آغا محمد هاشم درويش شيرازي وجلال الدين محمد مجد الأشرف شيرازي وميرزا أبو القاسم راز شيرازي (قطب الذهبية الخامس والثلاثون).[63]
5. فترة الحداثة الصوفية: منذ بداية القرن الرابع عشر الهجري وحتى اليوم، وهو بداية العقد الأخير من هذا القرن، كانت أعمال الحداثة، مثلها مثل غيرها من الأمور الحيوية، فعالة منذ أكثر من نصف قرن. في مظاهر التصوف.

## ولاية القمرية
يقسم الأمر الذهبي إلى قسمين:
1. والية الجامع: الشمس.
2. والية الجزء: القمرية.

بحسب معتقدات الرهبانية الذهبية، فإن والية الجامع «الشمس» تنتمي إلى نبي الإسلام وذريته الاثني عشر. والية الجزء «القمرية» من شيوخ الصوفية وقطب. بما أن جميع الكائنات في الكون يجب أن تصل إلى مستويات الكمال والإنسانية من خلال إنسان كامل، والآن بعد أن أصبح المهدي في الغيب، فإن الشخص الذي لديه ولاية الجزء «القمرية» حقق واكتسب النور من وجود المهدي، فهو حاضر دائمًا بين كائنات الكون، ومثل القمر الذي يعكس نور الشمس، وينقي مرآة القلب وينير العالم، ولهذا السبب فهو معلم العالم. عالم القمر ويحصل على نور الشمس (وهذا يعني أنه في غياب المهدي يكون هو المسؤول عن القائد الروحي). يعتقدون أن أصالة ولاية الجزء «القمرية» من هذه المذهب تصل إلى الإمام الرضا عن طريق معروف الكرخي وأصالة والية الجامع «الشمس» تؤدي إلى الإسلام النبي من خلال الإمام. رضا وأجداده.

## المبالغة والباطنية
يعتقد البعض أن الطريقة الذهبية تؤمن بالمبالغة (تنسب الخصائص الإلهية إلى شخصيات من التاريخ الإسلامي)  بالإضافة إلى أنها تؤمن بالباطنية وتقول إن القرآن يمكن فهمه بسهولة من ظهوره. الذهبية تفسر المظهر دون أي تشبيه. يقولون أن قلب الصوفي هو بيت الله الروحي والمسجد الحرام هو البيت الظاهر.

## مراسم رهبانية
ترتبط الطريقة الذهبية، مثل الطوائف الصوفية الأخرى، بالطقوس الرهبانية في أماكن تسمى الخانقاه. ومن هذه الاحتفالات عباءة الكوبس، والتي تُنقل من قطب الحالي إلى قطب التالي. تقليد آخر في الذهبية هو سما (الاستماع يشمل الرقص). من تقاليدهم الأخرى ثقافة السيادة والتلمذة، وهي شائعة جدًا بين الأتباع.

## جغرافية
نشأت الرهبانية الذهبية أولاً في خراسان الكبرى ومنطقة خطال، التي كانت مركز قطب وشيوخ الطريقة الكبروية، وخاصة مير سيد علي الحمداني وخاجه إسحاق خطلاني. كانت هذه المناطق مركز قطب الذهبية في القرنين التاسع والحادي عشر الهجريين. بعد سنوات عديدة، انتقل مركز الرهبانية الذهبية إلى شيراز  وخلال زمن قطب الثلاثين (نجيب الدين رضا التبريزي)، انتقل مركزهم إلى أصفهان. وفي عهد السلطان حسين، وبسبب ضغط الفقهاء، أعيدت مراكزهم إلى شيراز. هذه الطائفة لها أيضًا أتباع خارج إيران واستمرت أنشطتهم حتى يومنا هذا.

## انتقادات
كانت هناك انتقادات كثيرة لهذه الطائفة ومعتقداتها، منها:
- تم تشكيل الطريقة الذهبية على تمرد وعصيان السيد عبد الله برزيشابادي [29] بأمر من سيده خاجة إسحاق خوتلاني، بناءً على الولاء لمحمد نوربخش قهيستاني، وهذا أول انقلاب في هذه الطائفة.
- يربط أتباع هذه الطائفة سلالة قطبهم بالإمام الرضا (الإمام الثامن للشيعة) من خلال معروف الكرخي وينسبون أنفسهم إلى المعصومين الأربعة عشر، في حين أن هناك أدلة على عدم وجود صلة بين الإمام ومعروف. الكرخي.[60]
- يدعي أتباع هذه الطائفة أن جميع طوائف هذه النسب هم من الشيعة، بينما ثبت الطابع السني لبعض طوائفهم.[47]
- إن مناقشة قسمة الولاية والولاية للجزء «القمرية» وخلافتها مليئة بالمشاكل واللاعقلانية.[78]
- مع الخطة الخاطئة لتقسيم الولاية إلى ولاية الكل «الشمس» وولاية الجزء - «القمرية» - يعتبرون قطبهم هي ولاية القمرية، لكن ليس لديهم أي دليل على ذلك. آيات القرآن والأحاديث.
- ولا تتفق الولاية الدينية أو ولاية قطب مع الانحرافات الفكرية والأخلاقية لبعض هؤلاء القطبين.
- بتقسيم الولاية إلى ولاية الكل - «الشمس» - وولاية الجزء - «القمرية» - يعتبرون قطبهم وشيوخهم بشرًا خارقين وفي وضع فوق كل البشر.[79]
- لقد تم تعميم الوالية، مستحيل في الإسلام الشيعي. هذا بينما تدعي جماعة الذهبية أنها نقية وشيعية.[79]
- الأحاديث التي يستشهدون بها لإثبات صحتها ضعيفة جدًا وغالبًا ما تكون باطلة.[80]
- في نسب القطب، هناك عدة قطع في أنساب هذه الطائفة، ولم يبق لها قطب في فترات تاريخية مختلفة منذ عدة سنوات، في حين أن وجود قطب، بحسبهم، واجب في أي وقت.[47][78][81][82][83]
- هذه الطائفة هي طائفة فوضوية (اقتشيشا) وتاريخها غامض للغاية وغير موثوق به.[47]
- بحسب الروايات الإسلامية، لم يوافق الإمام الرضا على الصوفية، فكيف تتصل الذهبية، وهي من الصوفية، بالإمام الرضا؟ [84][85]
- بدراسة مزاعم هذه الطائفة، تبين أن العديد من الخرافات دخلت القضية.[43]
- يعتقد البعض أنهم لا يهتمون بالعبادة الإسلامية وقد أدخلوا الأذواق في الدين.[86][87]

## صالة عرض
|  |  |  |  |  |

## روابط خارجية
- الذهبية في العصر الصفوي
- ظهور الشهابية في إيران الصفوية